# Косбармак
Косбарма́к (каз. Қосбармақ) — село у складі Атбасарського району Акмолинської області Казахстану. Входить до складу сільського округу Акана Курманова.
Населення — 54 особи (2021; 191 у 2009, 402 у 1999, 490 у 1989).
Національний склад станом на 1989 рік:
- казахи — 100 %.